# Võlla (Tori)
Võlla (Duits: Wölla) is een plaats in de Estlandse gemeente Tori, provincie Pärnumaa. De plaats heeft de status van dorp (Estisch: küla).
Tot in oktober 2017 lag Võlla in de gemeente Are. In die maand werd Are bij de gemeente Tori gevoegd.
Ten zuidoosten van Võlla ligt het natuurgebied Kuiaru looduskaitseala (2,22 km²).

## Bevolking
Het dorp had 68 inwoners op 31 december 2011 en 57 inwoners op 31 december 2021.

## Geschiedenis
Võlla werd voor het eerst genoemd in 1561 onder de naam Wölla, een dorp op het landgoed van Tammiste.
In 1977 werd het buurdorp Kännuküla bij Võlla gevoegd.